# Дмитро Чубар (рейдовий катер)
«Дмитро Чубарь» — гідрографічний катер проекту 1462 Військово-морських сил України.

## Історія
Даний катер проекту 1462 був побудований в 1984 році на Судноремонтному заводі «Червоний моряк» у Ростові-на-Дону. Початкове призначення катеру - доставка суднових команд, робітників з інструментом, забезпечення суден на рейді тощо. Мав початкову назву «Рейдовий-18», але пізніше був перейменований. В період з 1985 по 1992 був на балансі ДП «АМП ММФ СССР». З 1992 до 2 лютого 2021 року був на балансі ДП «Бердянський морський торгівельний порт».
2 лютого 2021 року катер був переданий Військово-морським силам України. Після цього утворено комісію, яка здійснювала приймання катеру та майна на ньому.
4 жовтня 2021 року введений в склад ВМС в якості гідрографічного човна. Після оголошення наказу на катері командир підняв Військово-Морський Прапор ЗСУ. Виконуватиме завдання із забезпечення потреб ВМС ЗС України на ряду з іншим корабельним складом в акваторії Азовського моря.